# Platyhelminthes (classification phylogénétique)
Cette page a pour objet de présenter un arbre phylogénétique des Platyhelminthes (Plathelminthes, ou Vers plats), c'est-à-dire un cladogramme mettant en lumière les relations de parenté existant entre leurs différents groupes (ou taxa), telles que les dernières analyses reconnues les proposent. Ce n'est qu'une possibilité, et les principaux débats qui subsistent au sein de la communauté scientifique sont brièvement présentés ci-dessous, avant la bibliographie.

## Arbre phylogénétique
Le cladogramme présenté ici ne possède qu'une valeur indicative. Il n'est pas forcément consensuel, et on peut toujours se référer à la bibliographie au bas de l'article.
Le symbole ▲ renvoie à la partie immédiatement supérieure de l'arbre phylogénétique du vivant. Le signe ► renvoie à la classification phylogénétique du groupe considéré. Tout nœud de l'arbre portant plus de deux branches montre une indétermination de la phylogénie interne du groupe considéré.
Les habitudes typographiques des botanistes et des zoologistes sont différentes. Ici, par commodité de lecture, et certains groupes actuels relevant des deux domaines traditionnels, les noms de taxons supérieurs au genre sont tous écrits en caractères droits, les noms de genres ou d'espèces en italiques.
À la suite d'un taxon, sa période d'apparition, quand elle est connue, peut être indiquée suivant la légende suivante :
(Plé) : Pléistocène ; (Pli) : Pliocène ; (Mio) : Miocène ; (Oli) : Oligocène ; (Éoc) : Éocène ; (Pal) : Paléocène ; (Cré) : Crétacé ; (Jur) : Jurassique ; (Tri) : Trias ; (Per) : Permien ; (Car) : Carbonifère ; (Dév) : Dévonien ; (Sil) : Silurien ; (Ord) : Ordovicien ; (Camb) : Cambrien ; (Edi) : Édiacarien. Pour plus de précision si possible, (-) : inférieur ; (~) : moyen ; (+) : supérieur.

```
▲

└─o 
Platyhelminthes

  ├─o 
Catenulida

  └─o 
Rhabditophora

    ├─o 
Macrostomorpha

    │ ├─o 
Haplopharyngida

    │ └─o 
Macrostomida

    └─o
      ├─o
      │ ├─o 
Lecithoepitheliata

      │ └─o 
Polycladida

      └─o 
Eulecithophora

        ├─o 
Proseriata

        └─o
          ├─o
          │ ├─o
          │ │ ├─o 
Fecampiida

          │ │ └─o
          │ │   ├─o 
Prolecithophora

          │ │   └─o 
Tricladida

          │ └─o 
Rhabdocoela

          └─o 
Neodermata

            ├─o 
Monogenea

            └─o
              ├─o 
Cestoda

              │ ├─o 
Gyrocotylidea

              │ └─o
              │   ├─o 
Amphilinida

              │   └─o 
Eucestoda

              └─o 
Trematoda

                ├─o 
Aspidogastrea

                └─o 
Digenea
```

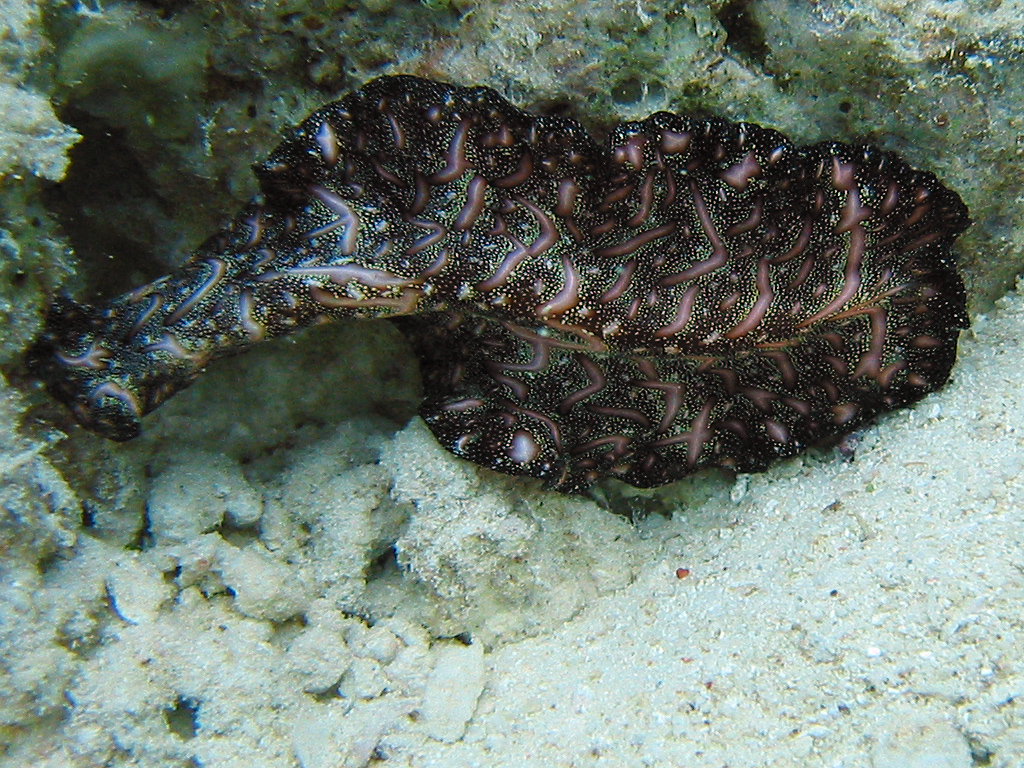
Pseudobiceros bedfordi (Polycladida, Pseudocerotidae)
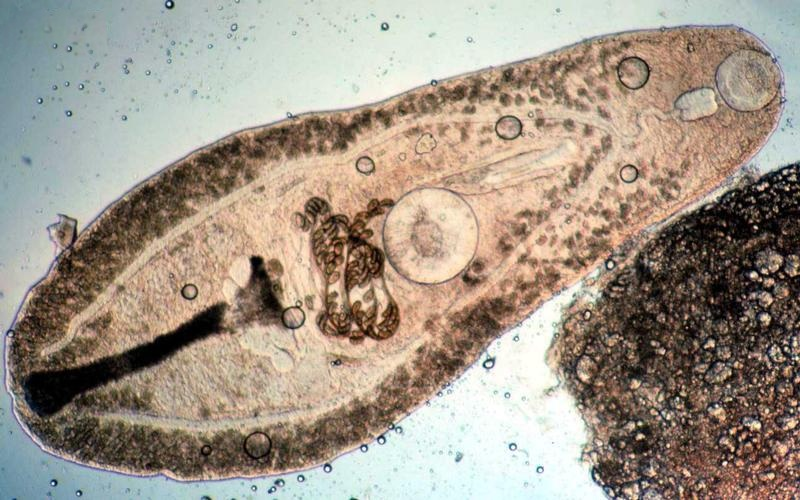
Helicometra sp. (Trematoda)
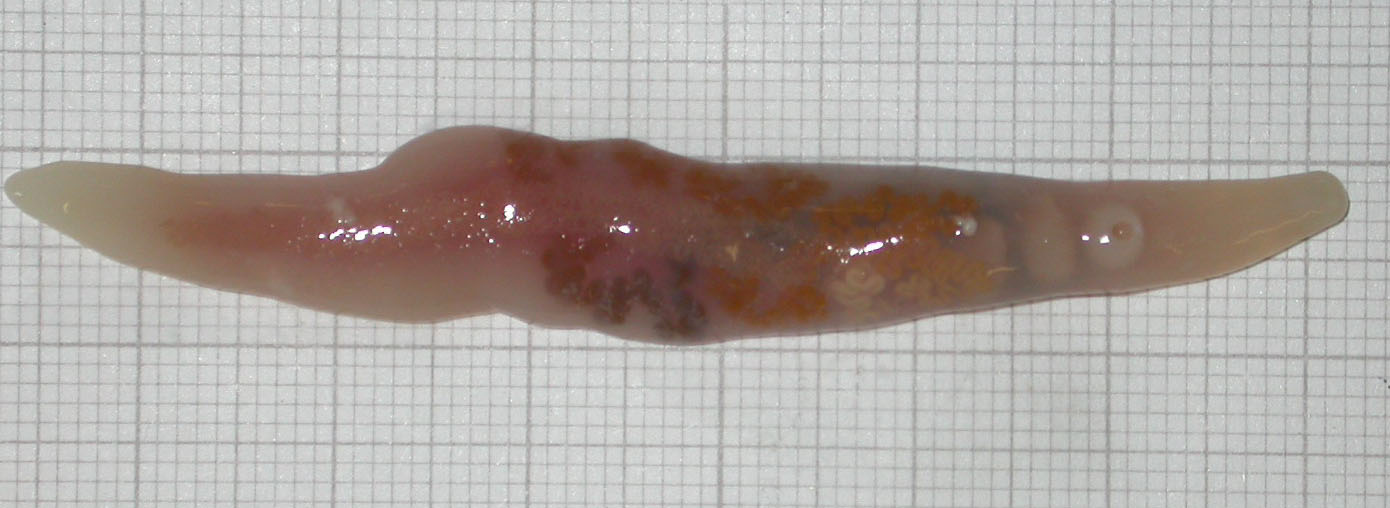
Botulus microporus (Trematoda)
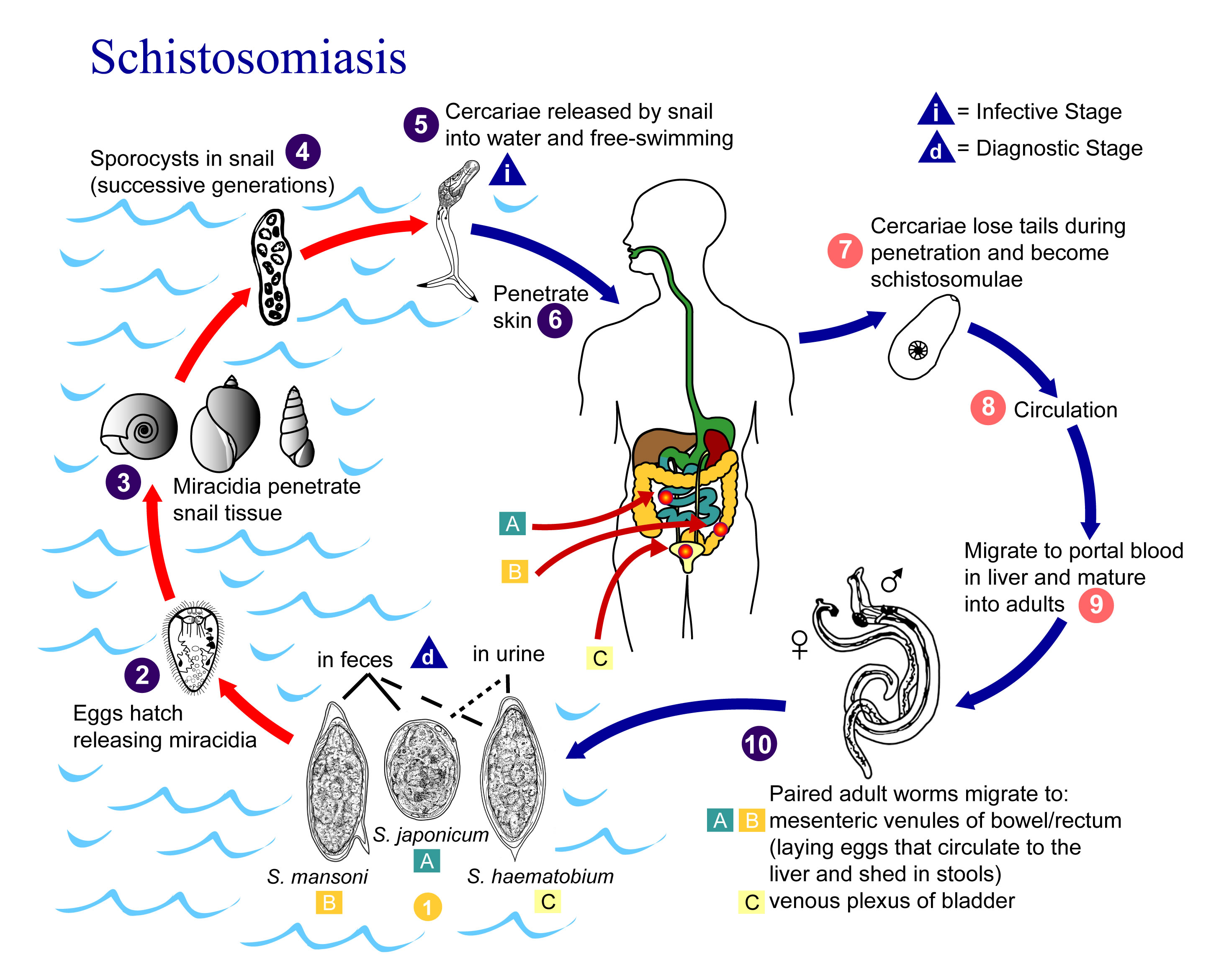
Cycle d'un schistosome (Trematoda) parasite (provoquant la schistosomiase, ou bilharziose)
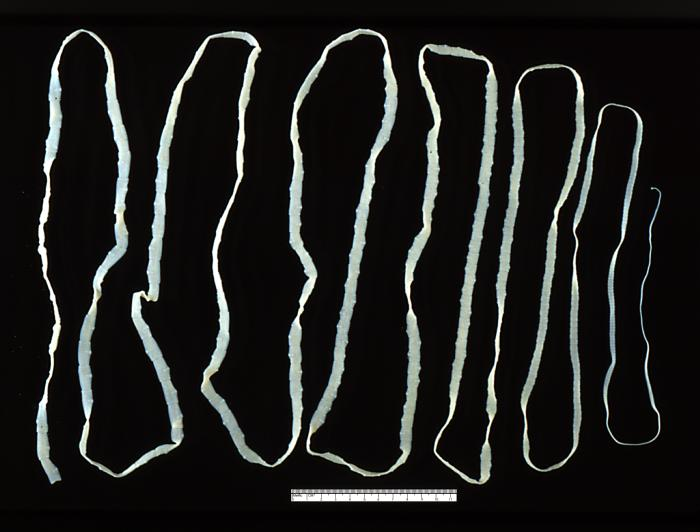
Taenia saginata (Cestoda)
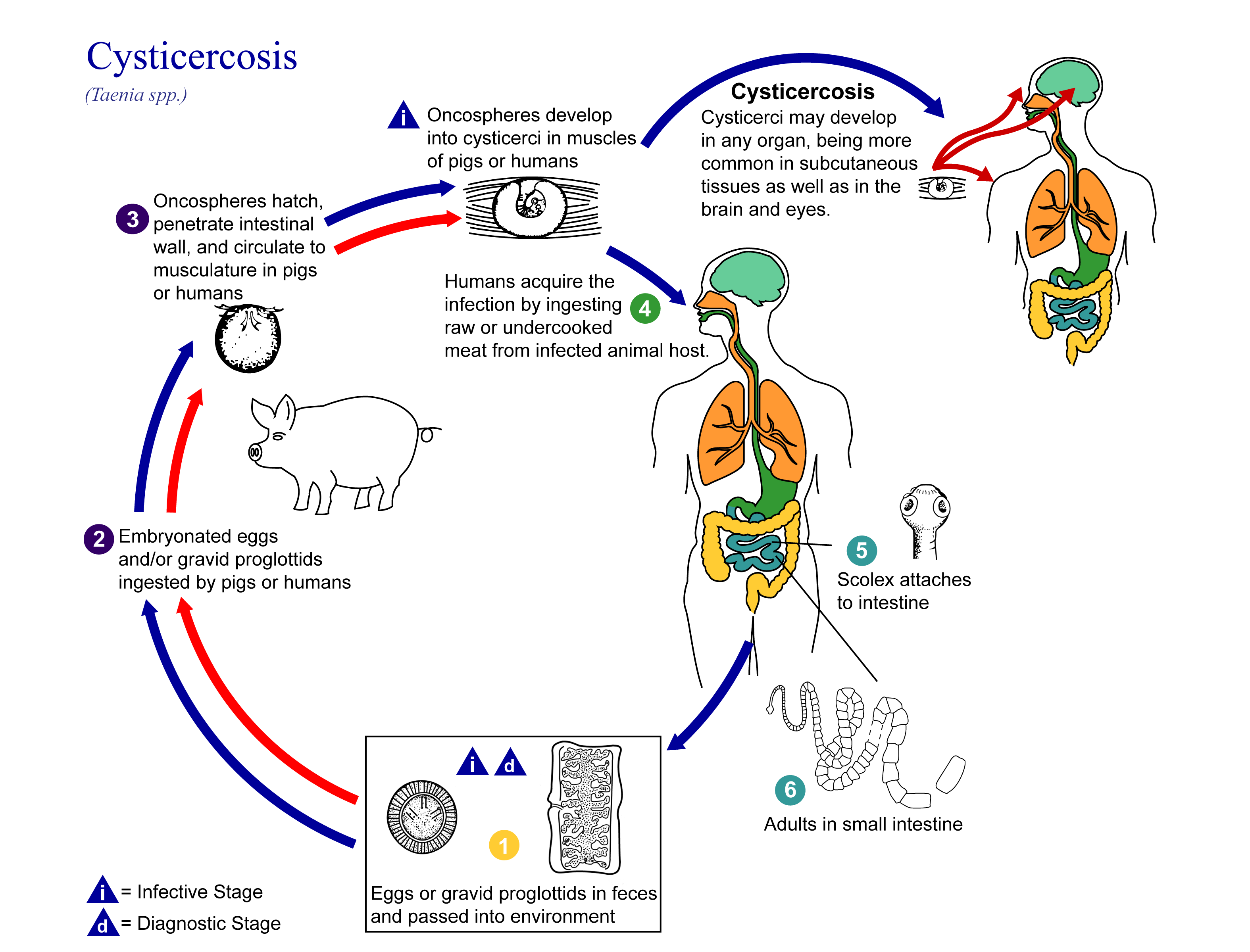
Cycle d'un Taenia solium (Cestoda) parasite (provoquant la cysticercose)

## Débat scientifique relatif à la phylogénie desPlatyhelminthes
La polyphylie des Plathelminthes dans leur ancienne définition (et la paraphylie des Turbellariés) semble aujourd'hui avérée : les Acoelomorpha (Nemertodermatida et Acoela) en ont été détachés et sont aujourd'hui placés à la base des animaux bilatériens, ou au sein des Deutérostomiens.
Dans l'ensemble restant, solidement ancré au sein des Lophotrochozoa, les Catenulida sont le groupe frère de tous les autres vers plats.
Reste controversée la question de la place des Neodermata (essentiellement Trématodes et Cestodes) : groupe frère des autres Rhabditophores (qui sont les Turbellariés stricto sensu), ou plus vraisemblablement enracinés au sein de ceux-ci (c'est l'option montrée dans l'arbre ci-dessus), éventuellement avec les autres vers plats parasites, plus ou moins proches des Rhabdocœles selon les analyses ?

## En savoir plus

### Sources bibliographiques de référence
- Karolina Larsson (2008) « Taxonomy and Phylogeny of Catenulida (Platyhelminthes) with Emphasis on the Swedish Fauna », Acta Universitatis Upsaliensis, Digital Comprehensive Summaries of Uppsala Dissertations from the Faculty of Science and Technology 395, 48 pages,  (ISBN 978-91-554-7097-5)
- Joong-Ki Park, Kyu-Heon Kim, Seokha Kang, Won Kim, Keeseon S. Eom et D.T.J. Littlewood (2007) « A common origin of complex life cycles in parasitic flatworms: evidence from the complete mitochondrial genome of Microcotyle sebastis (Monogenea: Platyhelminthes) », BMC Evolutionary Biology 7:11
- Jaume Baguñà et Marta Riutort (2004) « « Molecular phylogeny of the Platyhelminthes »(Archive.org • Wikiwix • Archive.is • Google • Que faire ?) », Can. J. Zool. 82, pp. 168–193
- Jean-Lou Justine (1998) « Systématique des grands groupes de Plathelminthes parasites : quoi de neuf ? », Bulletin de la Société Française de Parasitologie, 16, pp. 34-52

### Sources internet
- Mikko's Phylogeny Archive
- The Taxonomicon
- Palaeos.org
- Micro*scope
- NCBI Taxonomy Browser
- The Tree of Life Web Project